# چهار پر (فیلم ۱۹۲۹)
چهار پر (انگلیسی: The Four Feathers) فیلمی در ژانر صامت به کارگردانی مریان کوپر، لوتار مندس، و ارنست بی. شودزاک است که در سال ۱۹۲۹ منتشر شد.

## بازیگران
- فی ری
- کلیو بروک
- جورج فاست
- نوا بیری، سینیور
- نوبل جانسون
- ریچارد آرلن
- تئودور فون التز
- ویلیام پاول
- ئی.جی. راتکلیف